# Meyers Konversations-Lexikon
Meyers Konversations-Lexikon je encyklopedická práce obecné povahy v německém jazyce, která byla publikována v několika vydáních od 1836 do 1984 bibliografickým ústavem (Bibliographisches Institut) a je pojmenována po svém zakladateli Josephu Meyerovi. Další rozvoj byl přerušen v roce 1986 ve prospěch Encyklopedie Brockhaus poté, co byly sloučeny nakladatelství Brockhaus a Bibliographisches Institut v roce 1984 v jednu organizaci s názvem Bibliographisches Institut & F. A. Brockhaus.

## Historie
První (nečíslované) vydání na rozdíl od některých předchůdců (např. Brockhaus) zahrnovalo četné výkresy a mapy:
| „                                | Tato encyklopedie naplňuje lidského poznání: portréty největších mužů všech dob, pohledy z nejpodivnějších míst, plány největších měst, sto map starých i nových geografií, statistiky, historie a náboženství, atd., a mnoho tisíce obrázků z přírodopisu a průmyslových produktů. | “ |
| — Titulní strana prvního vydání. | |   |

První svazek byl publikován 1839 a do roku 1855 vyšlo 52 svazků (vč. šesti dodatkových). Plný název encyklopedie bylo Das Grosse Conversations-Lexikon für die gebildeten Stände. Prvnímu vydání se také přezdívá Ur-Meyers, či Wunder-Meyer (tj. pra-Meyers a podivuhodný-Meyer).
Nové vydání (nazývané prvním vydáním) bylo publikováno v letech 1857–60 pod názvem Neues Conversations-Lexikon für alle Stände. Předplatitelům bylo na začátku slíbeno že celá encyklopedie (nakonec 15 svazků) vyjde do tří let a všechny svazky co vyjdou později dostanou zdarma. Termín se podařil stihnout a Meyers nemusel žádné díly dávat zadarmo. 

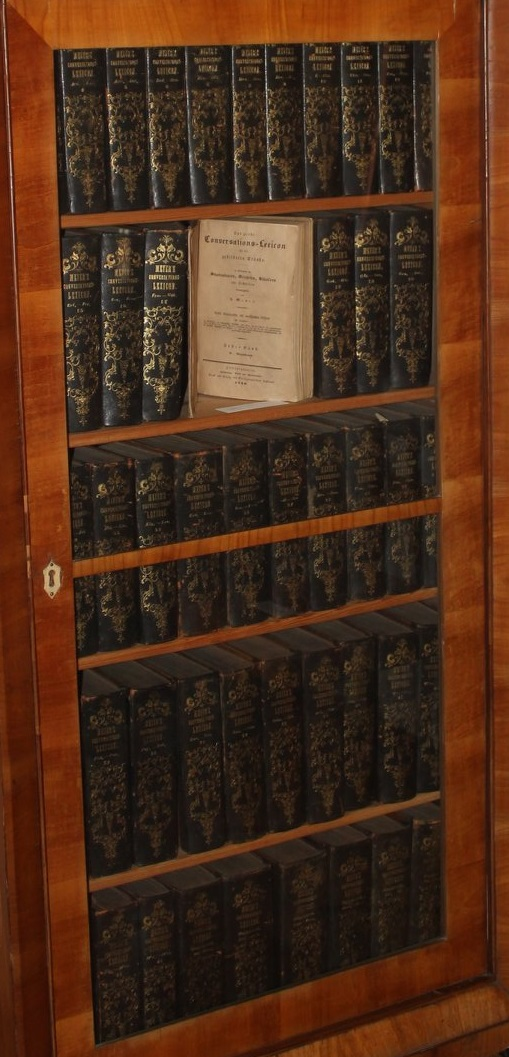
Původní vydání

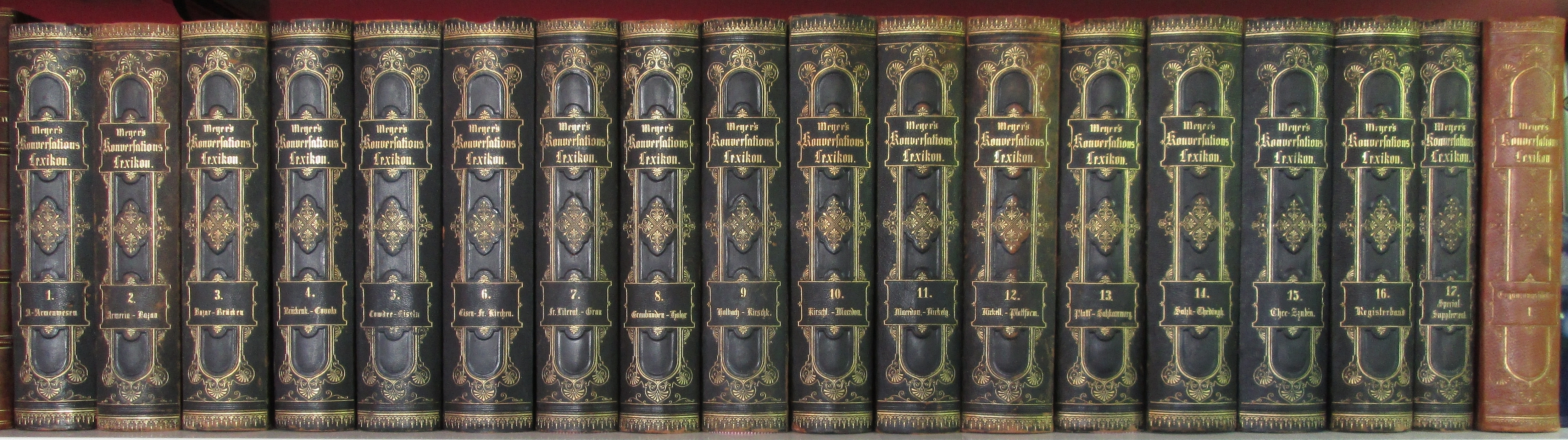
Druhé vydání (s jedním svazkem dodatků)

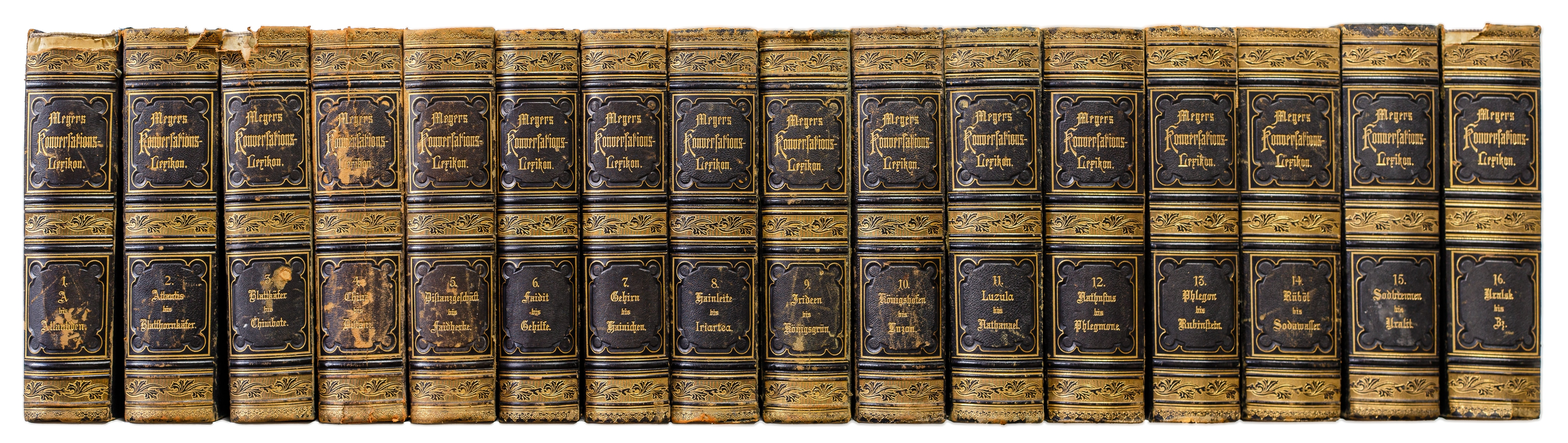
Čtvrté vydání (bez dodatků)

## Přehled vydání
| Vydání      | Doba vydání (/dodatky)  | Svazků         | Stránek A–Z | Náklad          | Online                   |
| ----------- | ----------------------- | -------------- | ----------- | --------------- | ------------------------ |
| "Pra-Meyer" | 1840–1852/1855          | 46 + 6         | 66.643      | až 70.000       | online                   |
| 1. vydání   | 1857–1860/1861          | 15             | 19.144      | 40.000 (odhad)  | online                   |
| 2. vydání   | 1861–1867/1875          | 15 + 2         | 17.559      | 63.500          | online                   |
| 3. vydání   | 1874–1878/1884          | 15 + 6         | 20.790      | 160.000         | online[nedostupný zdroj] |
| 4. vydání   | 1885–1890/1892          | 16 + 3         | 19.571      | 200.000         | viz externí odkazy       |
| 5. vydání   | 1893–1897/1901          | 17 + 4         | 22.307      | 233.000         |                          |
| 6. vydání   | 1902–1908/1920          | 20 + 7         | 23.953      | 240.000 (odhad) |                          |
| 7. vydání   | 1925–1933/1935          | 12 + 3 + 1 + 1 | 12.455      | > 50.000        |                          |
| 8. vydání   | 1936–1942 (nedokončeno) | 9 (A-S) + 1    | ca 14.500   |                 |                          |
| 9. vydání   | 1971–1979/1985          | 25 + 7 + 10    | 22.210      |                 |                          |
| 10. vydání  | 1981–1986               | 15             | ca 9.750    |                 |                          |